# Jung Kyung-eun
Jung Kyung-eun, född den 20 mars 1990 i Masan, är en sydkoreansk badmintonspelare.
Hon tog OS-brons i damdubbel i samband med de olympiska badmintonturneringarna 2016 i Rio de Janeiro..